# Landless People's Movement
De Landless People's Movement is een onafhankelijke sociale beweging in Zuid-Afrika. Het wordt gevormd door plattelandsbewoners en mensen die in de steden in krottenwijken wonen. De Landless People's Movement boycot de parlementsverkiezingen en heeft een geschiedenis van conflict met het Afrikaans Nationaal Congres. De Landless People's Movement is internationaal verwant aan Via Campesina, de Poor People's Alliance in Zuid-Afrika en de Beweging van Landloze Landarbeiders in Brazilië.

## Geschiedenis
Op 24 juli 2011 kwamen provinciale vertegenwoordigers van lokale landlozenformaties samen met regionale organisaties om hun krachten te verenigen en samen te zoeken naar verandering om hun strijd te verlichten. De Landless People's Movement is gevormd vanuit deze samenkomst. De doelstellingen waren:
- Het versterken van de capaciteit van landelijke landloosheid om zich effectief te organiseren en te pleiten voor zichzelf.
- Landhervorming versnellen en de overheid eraan herinneren zich aan hun beloften te houden.
- Het zuid/zuid netwerk uitbreiden om initiatieven van landloze mensen in Zuid-Afrika te ondersteunen.
- Het ontwikkelen van nationaal en internationaal publiek bewustzijn omtrent de behoeften van landloze gemeenschappen in het Zuid-Afrikaanse platteland.[5]

De beweging werd in eerste instantie gevormd en ondersteund door een niet-gouvernementele organisatie (ngo), de National Land Committee (NLC), maar in 2003 scheidden ze hun wegen met de NLC en sindsdien zijn ze autonoom.
Op 13 november 2003 gaf de beweging een Memorandum aan de toenmalige president Thabo Mbeki met de vraag: "waarom wordt ontwikkeling gebracht met geweren en terreur?". De beweging eiste onmiddellijke stopzetting van alle ontruimingen van boerderijen en krottenwijken.
In 2008 won de afdeling Protea South in Johannesburg een rechtszaak tegen de stad Johannesburg.
De Landless People's Movement was succesvol in het verbinden van de overeenkomsten tussen landelijke en stedelijke landberoving.
Afdelingen in buurtschappen van Giyani en dorpen in de Zuid-Afrikaanse provincie Limpopo zijn als volgt:
- Hlaneki village
- Maswanganyi village
- Mbatlo village
- Phikela village
- Ngove village
- Giyani D1, Kremetart en sectie E townships
- Thomo village
- Mageva village
- Babangu village
- Silawa village

## Afdelingen in Johannesburg
De Landless People's Movement in Johannesburg heeft op dit moment afdelingen in de sloppenwijken van de volgende plaatsen:
- Protea South
- Harry Gwala
- Freedom Park
- Thembelihle
- Precast
- Lawley
- Protea Glen

## Staatsrepressie
In april 2004 werden 57 leden van de beweging gearresteerd op verkiezingsdag voor het lopen onder een banner met de tekst 'No Land! No Vote!' ('Geen Land! Geen Stem!'). Een aantal van de gearresteerde activisten werden gemarteld. Later kwam hier een rechtszaak over tegen de politie.
In september 2007 meldde Freedom of Expression Institute tijdens een vredig proces door de Landless People's Movement het volgende: "Leden van de Zuid-Afrikaanse Politie Service (SAPS) schoten willekeurig op de demonstranten, en lieten het trottoir bedekt met blauwe rubberen kogelhulzen achter. Ook zette de politie een helikopter en waterkanon in en zagen we minstens twee agenten scherpe munitie gebruiken. Een inwoner van Protea South, Mandisa Msewu, werd in de mond geschoten door een rubberen kogel, en verschillende andere inwoners moesten worden geholpen door ambulancepersoneel vanwege het politiegeweld."
In februari 2009 meldde de beweging dat acht activisten van de Landless People's Movement uit Protea South waren gearresteerd na een vreedzaam protest.
De beweging claimt te zijn onderworpen aan ernstige onderdrukking in 2010 in Johannesburg, met arrestaties, brandstichting en moord. Ook werd in 2010 een van de activisten van de beweging, Terrance Mbuleo (33) vermoord door iemand van de middenklasse burgerwacht in Soweto.

## Poor People's Alliance
In september 2008 werd de Poor People's Alliance gevormd door de Western Cape Anti-Eviction Campaign samen met Abahlali baseMjondolo, de afdelingen van de Landless People's Movement in Johannesburg en het Rural Network (Abahlali basePlasini) in KwaZoeloe-Natal. De Poor People's Alliance weigert verkiezingspolitiek onder de slogan 'No Land! No House! No Vote!' (Geen land! Geen huis! Geen stem!)